# James W. York
James W. York Jr. (né le 3 juillet 1939 à Raleigh, Caroline du Nord) est un physicien mathématicien américain qui contribue à la théorie de la relativité générale. Avec Yvonne Choquet-Bruhat, il formule l'équation de champ d'Einstein comme un système bien posé au sens de la théorie des équations aux dérivées partielles.

## Biographie
York obtient son B.Sc. en 1962 et son doctorat en 1966 de l'Université d'État de la Caroline du Nord.
York utilise la géométrie conforme dans le problème de la valeur initiale et introduit des concepts maintenant appelés la courbure de York et le temps de York.
York reçoit le prix Prix Dannie-Heineman de physique mathématique de la Société américaine de physique, dont il est membre.